# Pluggmusseron
Pluggmusseron (Rhodocybe gemina) är en svampart som först beskrevs av Jean Jacques Paulet, och fick sitt nu gällande namn av Kuyper & Noordel. 1987. Pluggmusseron ingår i släktet Rhodocybe och familjen Entolomataceae.  Arten är reproducerande i Sverige. Inga underarter finns listade i Catalogue of Life.

## Källor

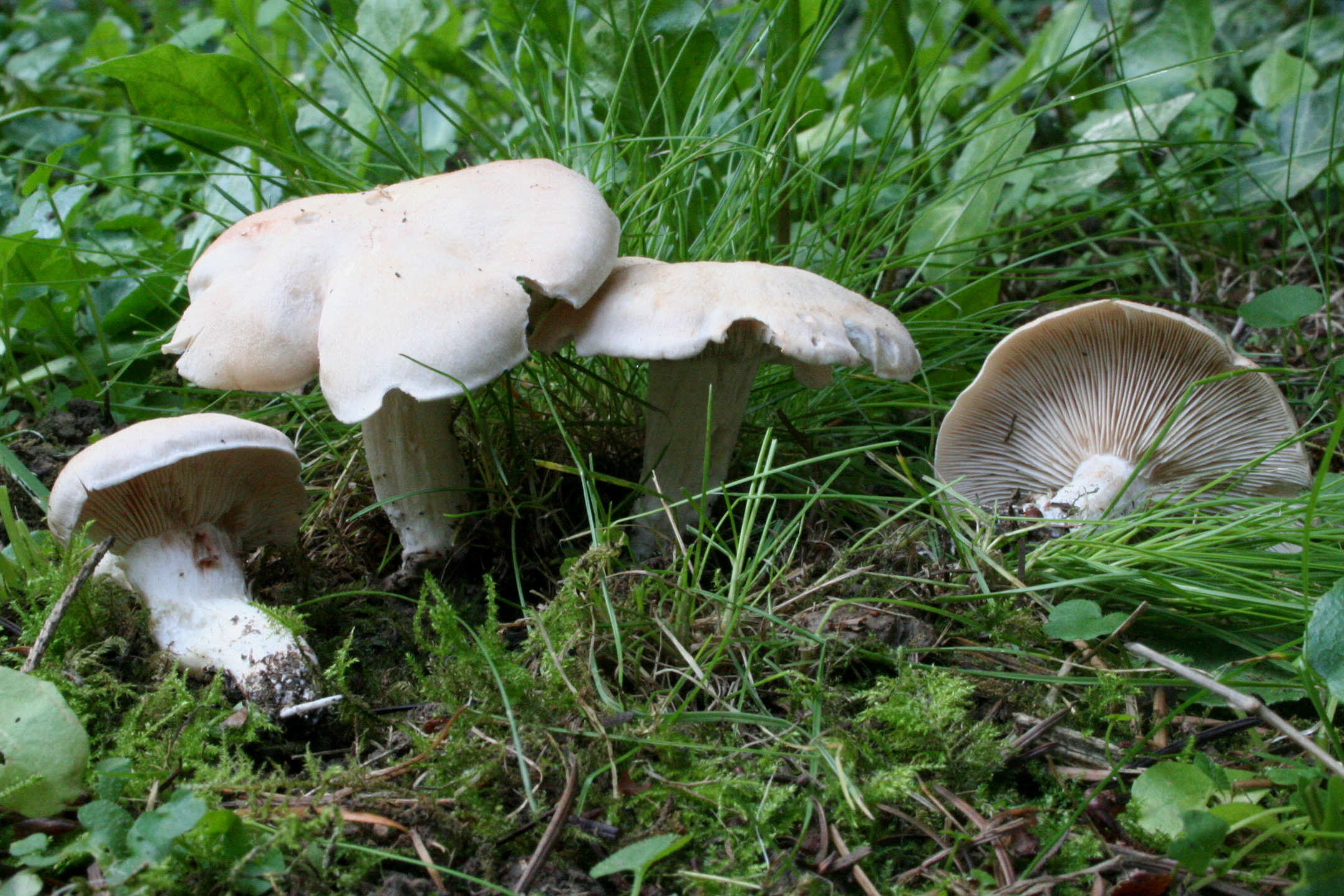